# Gaston Duval

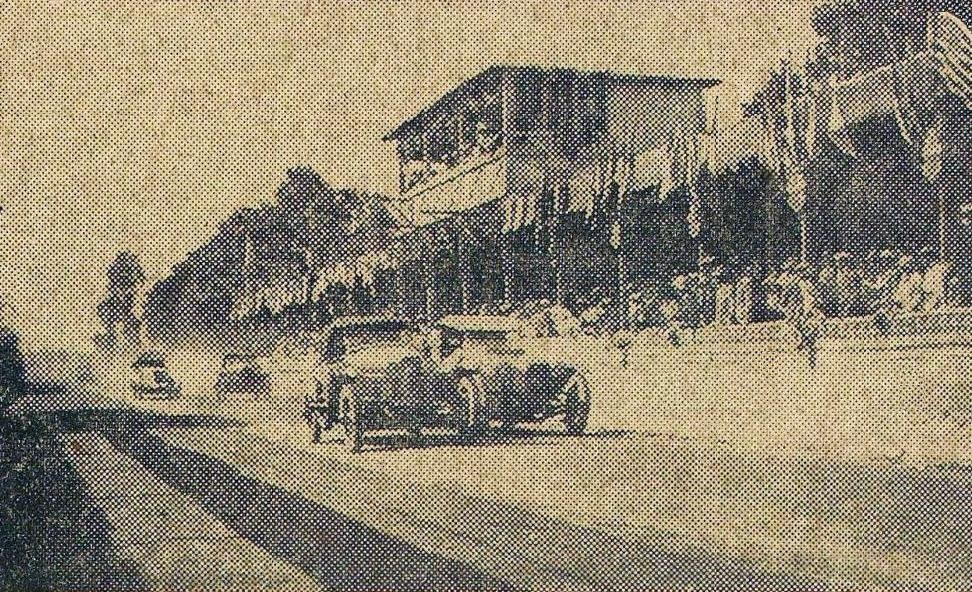
Start zum 24-Stunden-Rennen von Le Mans 1925

Gaston Charles Duval (* 23. Juli 1896 in Neuilly-sur-Seine; † 15. Dezember 1970 in Nanterre) war ein französischer Autorennfahrer.

## Karriere als Rennfahrer
Gaston Duval war in den 1930er-Jahren im Sportwagensport aktiv. Neben seinen vier Einsätzen beim 24-Stunden-Rennen von Le Mans startete er auch beim 24-Stunden-Rennen von Paris und dem 24-Stunden-Rennen von Spa-Francorchamps. In Le Mans, wo er 1925 sein Debüt gab, war das beste Ergebnis im Schlussklassement der 12. Rang, gemeinsam mit Henri Armand im Werks-S.A.R.A. BDE. Der 15. Endrang 1928 bedeutete den vierten Rang im Rudge-Whitworth-Biennale-Cup.
Die beste Platzierung abseits von Le Mans war der fünfte Gesamtrang beim 24-Stunden-Rennen von Paris 1927 am Autodrome de Linas-Montlhéry. Das Rennen gewannen Frank Clement und George Duller im Bentley 4 ½ Litre.

## Statistik

### Le-Mans-Ergebnisse
| Jahr | Team                                                | Fahrzeug     | Teamkollege      | Platzierung | Ausfallgrund     |
| ---- | --------------------------------------------------- | ------------ | ---------------- | ----------- | ---------------- |
| 1925 | S.A.R.A.                                            | S.A.R.A. BDE | Jules de Ségovia | Ausfall     | Defekt           |
| 1926 | S.A.R.A.                                            | S.A.R.A. BDE | Henri Armand     | Rang 12     |                  |
| 1927 | Société des Applications à Refroidissements par Air | S.A.R.A. ATS | Henri Armand     | Ausfall     | Kraftübertragung |
| 1928 | Société des Applications à Refroidissements par Air | S.A.R.A. SP7 | Gaston Mottet    | Rang 15     |                  |